# James Goldman
James Goldman (Chicago, 30 de junio de 1927 – Nueva York, 28 de octubre de 1998) fue un guionista y dramaturgo estadounidense, ganador del Oscar al mejor guion adaptado por El león en invierno en 1968 y hermano del también guionista y novelista William Goldman.

## Biografía
Nacido en una familia judía en Chicago, Goldman creció principalmente en Highland Park, Illinois, un suburbio de Chicago. Se lo conoce principalmente por ser el autor de El león en invierno, obra de teatro que él mismo adaptó al cine y por cuya adaptación obtuvo el Oscar en 1968. También es famoso del libreto para el musical Follies de Broadway.
Murió de un ataque al corazón en Nueva York, donde residía desde hacía muchos años.

## Obras

### Obras de teatro
- Blood, Sweat and Stanley Poole (1961), con William Goldman
- They Might Be Giants (1961)[3]
- A Family Affair (1962), musical, solo libreto (letra de William Goldman, música de John Kander)
- El león en invierno (The Lion in Winter) (1966, repuesta en 1999)
- Follies (1971, repuesta en 2001 y 2011), musical, solo libreto (letra y música de Stephen Sondheim), nomimada al Premio Tony al mejor guion de un musical
- Oliver Twist (1982)
- Anna Karenina (1985)
- Anastasia: The Mystery of Anna (1986)
- Follies in Concert (1986), musical
- Tolstoy (1996)

### Guiones
- El león en invierno (1968)
- They Might Be Giants  (1971)[3]
- Nicolás y Alejandra (1971)
- Robin y Marian  (1976)
- White Nights (1985)

### Televisión
- Evening Primrose (1966) solo libreto (música y letras por Stephen Sondheim)

### Novelas
- Waldorf (1965)
- The Man From Greek and Roman (1974)
- Myself as Witness (1979)
- Fulton County (1989)

## Premios y distinciones
Óscar
| Año  | Categoría            | Película            | Resultado |
| ---- | -------------------- | ------------------- | --------- |
| 1969 | Mejor guion adaptado | El león en invierno | Ganador   |